# Lestrigonus schizogeneios
Lestrigonus schizogeneios är en kräftdjursart som först beskrevs av Stebbing 1888.  Lestrigonus schizogeneios ingår i släktet Lestrigonus och familjen Lestrigonidae. Inga underarter finns listade i Catalogue of Life.